# Lý Khuê

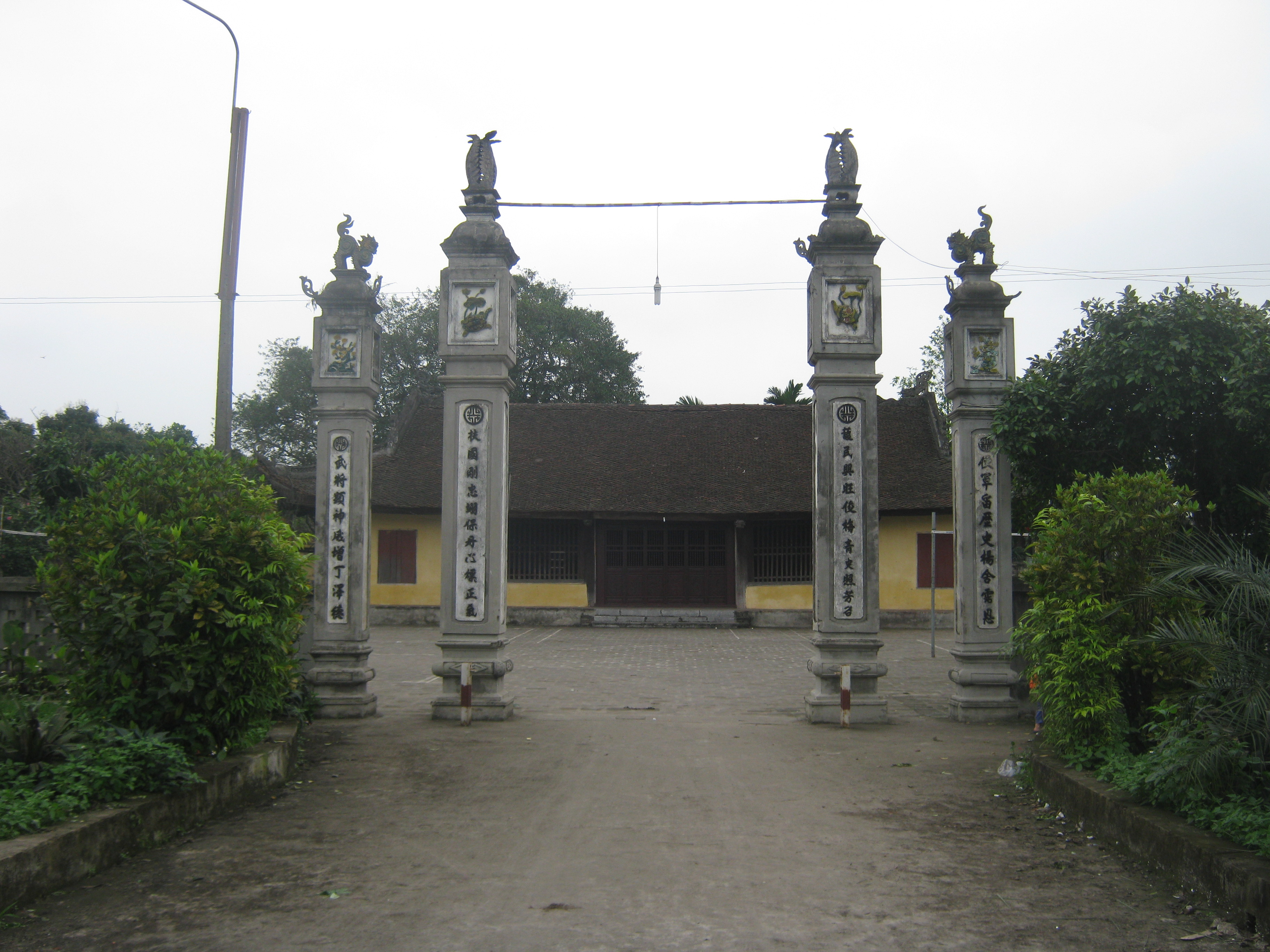
Đình Dương Đanh, Dương Xá là nơi thờ sứ quân Lý Khuê

Lý Khuê (chữ Hán: 李奎; ? - 968), hiệu Lý Lãng công (李郞公) là một thủ lĩnh thời loạn 12 sứ quân trong lịch sử Việt Nam thế kỷ 10. Ông vốn là một hào trưởng, nhân thời loạn lập ấp và cai quản vùng Siêu Loại (giáp ranh Bắc Ninh - Hưng Yên), phía nam sông Đuống ngày nay. Năm 968, ông bị tướng Lưu Cơ của Đinh Bộ Lĩnh ở Hoa Lư đánh dẹp, chấm dứt tình trạng cát cứ để lập ra nhà nước Đại Cồ Việt trong lịch sử.

## Sứ quân vùng Siêu Loại
Theo thần tích các đình Yên Bình, đình Dương Đanh ở xã Dương Xá, huyện Gia Lâm, thành phố Hà Nội, Lý Khuê vốn là người làng Đại Trạch thuộc tổng Đình Tổ (nay thuộc xã Đình Tổ, thị xã Thuận Thành, tỉnh Bắc Ninh). Lý Khuê là một bậc hào trưởng, văn võ kiêm toàn, đức độ, được nhân dân trong vùng mến mộ, tin tưởng.
Sau khi Dương Tam Kha cướp ngôi nhà Ngô, các nơi không chịu thuần phục, các thủ lĩnh nổi lên cát cứ một vùng và đem quân đánh chiếm lẫn nhau, sử gọi là loạn 12 sứ quân. Năm 965, Ngô Xương Văn đi đánh thôn Đường và thôn Nguyễn bị phục binh bắn nỏ chết. Trong giai đoạn này, Lý Khuê đóng quân ở Siêu Loại (Thuận Thành), chiếm giữ vùng đất phía Nam sông Đuống của tỉnh Bắc Ninh (gồm các huyện Thuận Thành, Lương Tài, Gia Bình; một phần các huyện Văn Lâm, tỉnh Hưng Yên); một phần huyện Gia Lâm, thành phố Hà Nội ngày nay
Căn cứ vào thần tích và di vật còn ở Siêu Loại, Lý Khuê từng cho sửa lại thành Luy Lâu làm đại bản doanh. Nhưng thực chất chỉ là cái bẫy cho đối phương. Sự thật, ông đã bí mật cho đại quân kéo về ấp Cồi, nay thuộc làng Thư Đôi, xã Nguyệt Đức, huyện Thuận Thành xây dựng căn cứ chính. Tại đây, Lý Khuê đã cho xây dựng ấp thành căn cứ quân sự: Đào ao toàn bộ xung quanh ấp, đắp lũy cao, rồi trồng tre gai thật dầy. Cả ấp chỉ để hai cổng ra vào. Riêng cổng ở Ngõ Dưới hướng lên phía bắc, ông cho xây dựng rất kiên cố. Bên ngoài cổng cho đắp một cái bãi hình mũi mác chĩa ra đường cái, gọi là Bãi Mác. Cạnh đấy, ông còn cho xây một đồn canh có hình thù rất kỳ dị và độc đáo: Đồn nửa chìm nửa nổi, phần nổi có hình như một cái bụng người nên gọi là Đồn Bụng. Riêng Đồn Bụng sau này đã bị quân Minh tàn phá nên đổi tên gọi là Vườn Bụng ở giữa ngõ Ngoài và ngõ Giữa. Còn bên trong cho đắp những gò đống để khi bí thế thì rút quân vào đấy. Chỗ này gọi là Tầm Bùi. Ông còn cho đào một cái ao khá lớn, xung quanh cũng trồng tre gai dày đặc, dưới ao cũng thả rau muống, rau ngổ cho lên cao tốt. Ở giữa ao cho đắp một cái gò khá rộng để họp bộ chỉ huy. Chỗ này gọi là Vườn Phủ.
Những ghi chép cho thấy, địa bàn hoạt động của sứ quân Lý Khuê nằm ở bờ nam sông Đuống thuộc tỉnh Bắc Ninh và một phần nhỏ ở Gia Lâm, Hà Nội ngày nay. Ông không xâm chiếm lãnh địa của các sứ quân khác mà hành động theo kế "Tọa sơn quan hổ đấu", tức là ngồi trên núi xem hổ đánh nhau chứ chưa thực sự nổi dậy, tranh hùng và mở rộng lãnh thổ.
Theo thần tích ở một số xã thuộc Thuận Thành, Bắc Ninh thì Lý Khuê đánh nhau với lực lượng của Đinh Bộ Lĩnh bị thua và mất ở làng Dương Xá (nay thuộc xã Dương Xá, Gia Lâm, Hà Nội).
Thần tích đền thờ Lưu Cơ ở làng Đại Từ, xã Đại Đồng, tỉnh Hưng Yên cho biết nơi đây cũng thuộc đất Siêu Loại cũ và là địa điểm tướng Lưu Cơ của Đinh Tiên Hoàng đóng quân để đánh dẹp sứ quân Lý Khuê.

## Đền thờ
Sứ quân Lý Khuê được thờ ở đình Yên Bình, thôn Yên Bình và đình Dương Đanh thôn Dương Đanh là hai thôn liền nhau thuộc xã Dương Xá, Gia Lâm, Hà Nội. Theo thần tích, Lãng Khuê công (Lý Lãng Công) là một trong 12 sứ quân chia cắt đất nước cuối thế kỷ X. Sứ quân này chiếm cứ vùng Siêu Loại, bị Đinh Bộ Lĩnh đánh tan và tử trận tại Dương Đanh ngày 30 tháng 4 năm Mậu Thìn (968) nên được dân thôn thờ.
Tại đình Yên Bình, Lý Khuê đã được sắc phong là Ngô Thông Thượng Đẳng phúc thần. Dân làng Yên Bình đã tôn Lý Lãng Công làm thành hoàng làng sau khi ông mất và thờ ở đình làng. Bên cạnh đình, cách một cái ao rộng là đền thờ Đức Thánh Bà Phu Nhân của Lý Lãng Công tạo thành một tổng thể hài hoà trong quần thể kiến trúc đình - đền – chùa Yên Bình. Lai lịch của Đức Thánh Bà cũng không có tài liệu nào nhắc đến, chỉ biết bà là người ở thôn Yên Bình, nổi tiếng tài sắc hiền thục. Dân làng Yên Bình lập đền thờ Bà, nhưng cũng chính là thờ Mẫu – những thần linh của cư dân nông nghiệp cầu cho mưa thuận gió hòa.
Xét trên lợi ích quốc gia, việc cát cứ của các sứ quân Lý Khuê đi ngược lại nguyện vọng thống nhất của dân tộc. Nhưng có thể thấy trong bối cảnh đất nước rơi vào tình trạng vô chủ, việc ông cùng các vị hào trưởng khác có thế lực quân sự mạnh, thiết lập chính quyền, duy trì trật tự tại địa phương để nhân dân có thể sống yên bình trong vùng đất của họ là điều cần thiết và thuận lòng dân, dù việc này không có tính toàn cục và chỉ diễn ra trong một thời đoạn ngắn, điều đó lý giải vì sao các sứ quân vẫn được nhân dân trong vùng chiếm đóng lập đền thờ.